# Chondrichthyes
I Condritti o Condroitti (Chondrichthyes), o anche pesci cartilaginei, sono una classe di gnatostomi che comprende oltre 1 200 specie diverse e a cui appartengono gli squali e le razze (inclusi nella sottoclasse degli Elasmobranchii), le chimere (sottoclasse degli Holocephali) e le forme affini. Si distinguono a prima vista dai pesci ossei per la scarsa simmetria su un piano orizzontale, in particolare la bocca si trova più in basso, e la pinna caudale è asimmetrica.

## Biologia
Si tratta di organismi che hanno la peculiarità di possedere uno scheletro interno cartilagineo, da cui il nome della classe, che letteralmente significa pesci cartilaginei. Non possiedono quindi ossa dermiche. Il cranio è platibasico, protometamero negli elasmobranchi ed auximetamero negli olocefali; può mostrare una sospensione mandibolare anfistilica (forme più arcaiche), iostilica (elasmobranchi più recenti) o autostilica (olocefali). La maggior parte delle specie possiede 5 fessure branchiali (6 o 7 in alcuni elasmobranchi; 4 negli olocefali) generalmente prive di opercolo, presente solo negli olocefali dove però manca lo spiracolo. Tutti i Condroitti possiedono scaglie dermiche placoidi ed uno sviluppato apparato di elettroricezione.
La riproduzione è sessuata con fecondazione interna, che avviene grazie alla presenza nei maschi di pterigopodi, due appendici con funzione copulatoria che si estendono dalla regione centrale delle pinne pelviche. Gli olocefali possono avere anche un'appendice frontale sul capo munita di dentelli per afferrare la femmina durante l'accoppiamento. Le specie possono essere ovipare, ovovivipare o addirittura vivipare e non producono una cospicua prole, fatto per il quale sono considerate ad elevato rischio di estinzione.
Evoluzionisticamente si sono sviluppati per radiazione dai Placodermi durante il Devoniano, contemporaneamente agli Osteitti.

## Albero filogenetico
```
▲

└─o Chondrichthyes
  └─o 
Euchondrocephali

    ├─o 
Holocephali
 o 
Bradyodonti

    │ ├─o 
Paraselachimorpha
 (estinto)
    │ │ ├─o 
Iniopterygiformes
 (estinto)
    │ │ ├─o 
Eugeneodontiformes
 (estinto)
    │ │ └─o 
Petalodontiformes
 (estinto)
    │ └─o 
Holocephalimorpha

    │   └─o 
Chimaeriformes

    └─o 
Elasmobranchii

      └─o 
Euselachii

        ├─o 
Xenacanthiformes
 (estinto)
        └─o 
          ├─o 
Hybodontoidei
 (estinto)
          └─o 
Neoselachii

            ├─o 
Galeomorphii
 o Galea
            │ ├─o 
Orectolobiformes

            │ └─o
            │   ├─o 
Lamniformes

            │   └─o 
Carcharhiniformes

            └─o 
Squalea

              └─o 
Squalomorphi

                ├─o 
Synechodontiformes
 (estinto)
                └─o 
Euselachii
 o 
Batidoidimorpha

                  ├─o 
Torpediniformes

                  ├─o 
Myliobatiformes

                  └─o 
Rajiformes
```

### Albero filogenetico esteso
```
▲

└─o (classe) Chondrichthyes
  ├─?-o †(ordine) 
Mongolepida

  │   ├-o †(famiglia) 
Mongolepididae

  │   ├-o †(famiglia) 
Sinacanthidae

  │   └-o †(famiglia) 
Kannathalepididae

  ├─? †(ordine) 
Omalodontida

  ├─o †(ordine) 
Antarctilamniformes

  │ ├─o †(famiglia) 
Coronodontidae

  │ └─o †(famiglia) 
Antarctilamnidae

  └─--o †(ordine) 
Cladoselachiformes

    │ └-o †(famiglia) 
Cladoselachidae

    │─o (sottoclasse) 
Euchondrocephali
 (sinonimo di 
Holocephali
)
    │ ├-o †(ordine) 
Helodontiformes

    │ │ └-o †(famiglia) 
Helodontidae

    │ └─--o †(ordine) 
Symmoriida

    │   │ ├─o †(famiglia) 
Symmoriidae

    │   │ ├─o †(famiglia) 
Falcatidae

    │   │ └─o †(famiglia) 
Stethacanthidae

    │   └─o (sottoclasse) 
Holocephali
 o 
Bradyodonti

    │     ├─o †(superordine) 
Paraselachimorpha

    │     │ ├-o †(ordine) 
Desmiodontiformes

    │     │ │  ├─o †(famiglia) 
Desmiodontidae

    │     │ │  └-o †(famiglia) 
Debeeridae

    │     │ ├-o †(ordine) 
Orodontiformes

    │     │ │ └─o †(famiglia) 
Orodontidae

    │     │ ├─o †(ordine) 
Iniopterygiformes

    │     │ │ ├─o †(famiglia) 
Iniopterygidae

    │     │ │ └─o †(famiglia) 
Sibyrhynchidae

    │     │ ├─o †(ordine) 
Eugeneodontiformes

    │     │ │ ├─o †(superfamiglia) 
Caseodontoidea

    │     │ │ │ ├─o †(famiglia) 
Caseodontidae

    │     │ │ │ └─o †(famiglia) 
Eugeneodontidae

    │     │ │ └─o †(superfamiglia) 
Edestoidea

    │     │ │   ├─o †(famiglia) 
Agassizodontidae
 (sinonimo 
Helicoprionidae
)
    │     │ │   └─o †(famiglia) 
Edestidae

    │     │ └─o †(ordine) 
Petalodontiformes

    │     │   ├─o †(famiglia) 
Janassidae

    │     │   ├─o †(famiglia) 
Petalodontidae

    │     │   ├─o †(famiglia) 
Pristodontidae

    │     │   └─o †(famiglia) 
Belantseidae

    │     └─o (superordine) 
Holocephalimorpha

    │       ├-o † 
Squaloraja polyspondyla

    │       ├─o †(ordine) 
Chondrenchelyformes
 
    │       │ └-†(famiglia) 
Chondrenchelyidae

    │       └--─o †(ordine) 
Psamnodontiformes

    │         │ └─o †(famiglia) 
Psammodontidae

    │         ├-o †(ordine) 
Cochliodontiformes

    │         │ ├─o †(famiglia) 
Cochliodontidae

    │         │ └-o †(famiglia) 
Psephodontidae

    │         ├-o †(ordine) 
Menaspiformes

    │         │ ├-o †(famiglia) 
Deltoptychiidae

    │         │ ├─o †(famiglia) 
Menaspidae

    │         │ └-o †(famiglia) 
Traquairiidae
 
    │         └─--o †(ordine) 
Copodontiformes

    │           │ └─o †(famiglia) 
Copodontidae

    │           └─o (ordine) 
Chimaeriformes

    │             ├─o †(sottordine) 
Myriacanthoidei

    │             │ ├-o †(famiglia) 
Myriacanthidae

    │             │ └─o †(famiglia) 
Chimaeropsidae

    │             ├-o †(sottordine) 
Echinochimaeroidei

    │             │ ├─o †(famiglia) 
Echinochimaeridae

    │             │ └-o † 
Marracanthus

    │             └─o (sottordine) 
Chimaeroidei

    │               ├─o †(famiglia) 
Edaphodontidae

    │               ├─o (famiglia) 
Callorhinchidae

    │               ├─o (famiglia) 
Rhinochimaeridae

    │               └─o (famiglia) 
Chimaeridae

    └─o (sottoclasse) 
Elasmobranchii

      ├─? † 
Pseudodalatias

      ├-? † 
Squatinactis

      └─o (infraclasse) 
Euselachii

        ├-o †(superordine) 
Xenacanthimorpha

        │ ├─o †(ordine) 
Xenacanthiformes

        │ │ ├─o †(famiglia) 
Diploselachidae

        │ │ ├-o †(famiglia) 
Orthacanthidae

        │ │ ├─o †(famiglia) 
Xenacanthidae

        │ │ ├─o †(famiglia) 
Thrinacodontidae

        │ │ └-o †(famiglia) 
Protacrodontidae
 (sinonimo 
Tamiobatidae
)
        │ ├─o †(ordine) 
Bransonelliformes

        │ │ └-o † (famiglia) 
Bransonellidae

        │ └-o †(ordine) 
Omalodontiformes

        │   ├-o †(famiglia) 
Omalodontidae

        │   └-o †(famiglia) 
Aztecodontidae

        └-o †(ordine) 
Ctenachantiformes

          ├-o † 
Acronemus tuberculatus

          ├-o † 
Glikmanius

          ├-o † 
Heslerodus

          ├-o †(famiglia) 
Bandringidae

          ├-o †(famiglia) 
Tamiobatidae

          ├─o †(famiglia) 
Phoebodontidae

          ├─o †(famiglia) 
Ctenacanthidae

          └─o † 
Onychoselache

            └-o †(ordine) 
Hybodontiformes

              ├─o †(famiglia) 
Ptychodontidae

              ├-o †(famiglia) 
Hybodontoidei

              ├─o †(famiglia) 
Lonchidiidae
 
              ├─o †(famiglia) 
Acrodontidae
 
              ├─o †(famiglia) 
Hybodontidae
 
              └─o †(famiglia) 
Polyacrodontidae

                └─o (sottoclasse) 
Neoselachii

                  ├-o † (famiglia) 
Anachronistidae

                  ├─o † (famiglia) 
Mcmurdodontidae

                  ├─o (superordine) 
Galeomorphii
 (sinonimo 
Galea
)
                  │ ├─o (ordine) 
Heterodontiformes
 
                  │ │ └-o (famiglia) 
Heterodontidae

                  │ ├─o (ordine) 
Orectolobiformes

                  │ │ ├-o †(famiglia) 
Agaleidae

                  │ │ ├─o (famiglia) 
Parascylliidae

                  │ │ ├─o (famiglia) 
Brachaeluridae

                  │ │ ├─o (famiglia) 
Orectolobidae

                  │ │ ├─o (famiglia) 
Hemiscyllidae

                  │ │ ├─o (famiglia) 
Ginglymostomatidae

                  │ │ ├─o (famiglia) 
Stegostomatidae

                  │ │ └─o (famiglia) 
Rhinocodontidae

                  │ └─o (ordine) 
Lamniformes

                  │ │ ├─o † (famiglia) 
Orthacodontidae

                  │ │ ├─o (famiglia) 
Cetorhinidae

                  │ │ ├─o (famiglia) 
Mitsukurinidae

                  │ │ ├─o (famiglia) 
Odontaspidae

                  │ │ │ ├─o † (sottofamiglia) 
Jaekelotodontidae

                  │ │ │ └─o † (sottofamiglia) 
Odontaspinae
 
                  │ │ ├─o (famiglia) 
Pseudocarchariidae

                  │ │ ├─o (famiglia) 
Cretoxyrhinidae

                  │ │ │ ├─o † 
Serratolamna

                  │ │ │ ├─o † (sottofamiglia) 
Archaeolamnidae

                  │ │ │ └─o † (sottofamiglia) 
Eoptolamnidae

                  │ │ ├─o (famiglia) 
Megachasmidae

                  │ │ ├─o † (famiglia) 
Cardabiodontidae

                  │ │ ├─o (famiglia) 
Alopiidae

                  │ │ ├─o †(famiglia) 
Otodontidae

                  │ │ │ └─o † 
Carcharocles megalodon

                  │ │ ├─o † (famiglia) 
Anacoracidae

                  │ │ │ └─o † 
Squalicorax

                  │ │ ├─o (famiglia) 
Lamnidae

                  │ │ └─o † (famiglia) 
Lamiostomatidae

                  │ │   ├─o † (sottofamiglia) 
Lamiostomatinae

                  │ │   └─o † (sottofamiglia) 
Xiphodolamiinae

                  │ └─o (ordine) 
Carcharhiniformes

                  │   ├─o (famiglia) 
Scyliorhinidae

                  │   │ ├─o (sottofamiglia) 
Scyliorhininae

                  │   │ ├─o (sottofamiglia) 
Galeinae
: Pentachini
                  │   │ ├─o (sottofamiglia) Galeinae: Galeina
                  │   │ ├─o (sottofamiglia) Galeinae: Halaelurina
                  │   │ ├─o (sottofamiglia) 
Atelomycterininae

                  │   │ └─o (sottofamiglia) 
Schroederichthyinae

                  │   ├─o (famiglia) 
Proscylliidae

                  │   ├─o (famiglia) 
Pseudotriakidae

                  │   ├─o (famiglia) 
Triakidae

                  │   │ ├─o (sottofamiglia) 
Triakinae

                  │   │ └─o (sottofamiglia) 
Galeorhininae

                  │   ├─o (famiglia) 
Hemigaleidae

                  │   │ ├─o (sottofamiglia) 
Hemigaleinae

                  │   │ └─o (sottofamiglia) 
Hemipristinae

                  │   ├─o (famiglia) 
Carcharhinidae

                  │   │ ├─o † 
Abdounia

                  │   │ ├─o 
Galeocerdo

                  │   │ ├─o (sottofamiglia) 
Scoliodontinae

                  │   │ ├─o (sottofamiglia) 
Carcharhininae

                  │   │ ├─o (sottofamiglia) 
Rhizoprionodontini

                  │   │ ├─o (sottofamiglia) 
Isogomphodontini

                  │   │ └─o (sottofamiglia) 
Triaenodontini
 
                  │   └─o (famiglia) 
Sphyrnidae

                  └─o (superordine) 
Squalea

                    ├-o (ordine) 
Hexanchiformes
 
                    │ ├─o (famiglia) 
Chlamydoselachidae

                    │ ├─o †(famiglia) 
Crassonotidae

                    │ ├-o †(famiglia) 
Pseudonotidanidae

                    │ ├─o (famiglia) 
Hexanchidae

                    │ └─o (famiglia) 
Notorynchidae

                    └─o (superordine) 
Squalimorpha

                      ├─o †(ordine) 
Synechodontiformes

                      │ ├─o †(famiglia) 
Orthacodidae

                      │ └─o †(famiglia) 
Palaeospinacidae

                      ├─o (ordine) 
Squaliformes
 
                      │ ├-o (famiglia) 
Echinorhinidae

                      │ ├─o (famiglia) 
Dalatiidae

                      │ │ ├-o (sottofamiglia) 
Dalatiinae

                      │ │ ├─o (famiglia) 
Oxynotidae

                      │ │ ├─o (famiglia) 
Etmopteriidae

                      │ │ └─o (famiglia) 
Somniosidae

                      │ ├─o (famiglia) 
Centrophoridae

                      │ └─o (famiglia) 
Squalidae

                      └─o (superordine) 
Hypnosqualea

                        ├─o †(famiglia) 
Protospinacidae

                        ├-o (ordine) 
Squatiniformes

                        │ ├-o †(famiglia) 
Pseudorhinidae

                        │ └─o 
Squatinidae

                        ├-o (ordine) 
Pristiophoriformes

                        │ └─o (famiglia) 
Pristiophoridae

                        └─o (superordine) 
Batoidea
 o 
Batidoidimorpha

                          ├─o (ordine) 
Torpediniformes

                          │ ├─o (famiglia) 
Torpedinidae

                          │ └─o (famiglia) 
Narcidae

                          │   ├─o (sottofamiglia) 
Narcininae

                          │   └─o (sottofamiglia) 
Narkinae

                          ├─o (clade) 
Pristiorajea

                          │ ├─o †(ordine) 
Sclerorhynchiformes

                          │ │ ├─o 
Iberotrygon

                          │ │ └─o (sottordine) 
Slerorhynchoidei

                          │ │   ├─o (famiglia) 
Slerorhynchidae

                          │ │   └─o (famiglia) 
Ptychotrygonidae

                          │ └─o (ordine) 
Pristiformes

                          │   └─o (famiglia) 
Pristidae

                          ├─? (incerta sidis)
                          │ ├-o †(famiglia) 
Cyclobatidae

                          │ └─o †(famiglia) 
Hypsobatidae

                          ├─o (ordine) 
Rajiformes

                          │ ├─o (sottordine)Rhinobatoidea
                          │ │ ├─o (famiglia) 
Rhinobatidae

                          │ │ ├─o (famiglia) 
Rhynchobatidae

                          │ │ └─o (famiglia) 
Rhynidae

                          │ └─o (sottordine) Rajoidei
                          │   ├─o †(famiglia) 
Archaeobatidae
 
                          │   ├─o (famiglia) 
Rajidae

                          │   │ ├─o (sottofamiglia) 
Rajinae

                          │   │ ├─o (sottofamiglia) 
Gurgesiellinae

                          │   │ └─o (sottofamiglia) 
Leucorajinae

                          │   │   ├─o (tribù) 
Leucorajini

                          │   │   ├─o (tribù) 
Amblyrajini

                          │   │   └─o (tribù) 
Rajellini

                          │   ├─o (famiglia) 
Anacanthobatidae

                          │   ├─o (famiglia) 
Crurirajidae

                          │   └─o (famiglia) 
Arhynchobatidae

                          │     ├─o (sottofamiglia) 
Sympterygini

                          │     ├─o (sottofamiglia) 
Arhynchobatini

                          │     ├─o (sottofamiglia) 
Riorajinae

                          │     └─o (sottofamiglia) 
Pavorajinae

                          │       ├─o (tribù)
Pavorajini

                          │       └─o (tribù)
Notorajini

                          └─o (ordine) 
Myliobatiformes

                            ├─o (famiglia) 
Platyrhinidae

                            ├─o (famiglia) 
Zanobatidae

                            └-o (sottordine) 
Myliobatoidei

                              ├─o †(famiglia) 
Rhombodontidae

                              ├─o (famiglia) 
Hexatrygonidae

                              ├─o (famiglia) 
Plesiobatidae

                              ├-o (famiglia) 
Urolophidae

                              ├─o (famiglia) 
Urotrygonidae

                              ├─o (famiglia) 
Potamotrygonidae

                              ├─o (famiglia) 
Dasyatidae

                              │ ├─o (sottofamiglia) 
Dasyatinae

                              │ ├─o (sottofamiglia) 
Hypolophinae

                              │ ├─o (sottofamiglia) 
Neotrygoninae

                              │ └─o (sottofamiglia) 
Urogymninae
 
                              ├─o (famiglia) 
Gymnuridae

                              └─o (famiglia)
Myliobatidae

                                ├─o (sottofamiglia) 
Myliobatinae

                                ├─o (sottofamiglia) 
Rhinoptera

                                └─o (sottofamiglia) 
Mobulinae
```

## Classificazione

### Sottoclasse Elasmobranchii

#### Superordine Batoidea
- Rajiformes (razze)
- Myliobatiformes (mante)
- Rhinopristiformes/Pristiformes (pesci sega)
- Torpediniformes (torpedini)

#### Superordine Selachimorpha
- Hexanchiformes (squalo manzo)
- Squaliformes (squalo spinoso, pescecani)
- Pristiophoriformes (squali sega)
- Squatiniformes (squali angelo)
- Heterodontiformes (squalo di Port Jackson)
- Orectolobiformes (squali nutrice, squalo balena)
- Carcharhiniformes (Squalo tigre, squalo leuca)
- Lamniformes (megamouth, squalo mako, squalo bianco, Megalodon)Un olocefalo del genere Hydrolagus

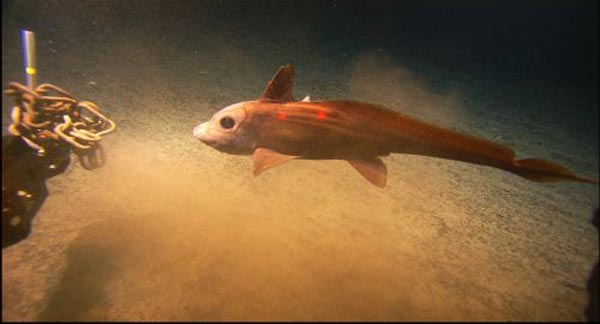
Un olocefalo del genere Hydrolagus

### Sottoclasse Holocephali (chimere)
- Chimaeriformes (Chimere)